# Пастухов, Михаил Иванович
Михаил Иванович Пастухов (род. 7 апреля 1958, Сураж, Брянская область) — советский и белорусский юрист. Доктор юридических наук, профессор, заслуженный юрист Республики Беларусь (1994), судья Конституционного суда Республики Беларусь первого состава (апрель 1994 — январь 1997 гг.).

## Биография
Родился 7 апреля 1958 года в городе Сураж Брянской области.
Учился на юридическом факультете БГУ. В 1983 году защитил кандидатскую диссертацию. С 1985 года преподавал на Высших курсах КГБ. Работая там, начал интересоваться вопросом реабилитации несправедливо осуждённых. В 1993 году защитил докторскую диссертацию «Реабилитация лиц, необоснованно привлеченных к уголовной ответственности. Основы правового института».
В начале 1990-х годов активно участвовал в разработке белорусских законов. Один из разработчиков концепции судебно-правовой реформы, проекта Конституции 1994 года, закона «О Конституционном суде Республики Беларусь» 1994 года.
С 1994 года — судья Конституционного суда Республики Беларусь. Играл значительную роль в событиях политического кризиса в Белоруссии 1996 года: должен был стать судьёй-докладчиком на заседании суда по делу об импичменте президента, выступил против прекращения дела после проведения референдума и роспуска Верховного Совета. Не признал дополнений к Конституции 1994 года, принятых по результатам референдума.
В 1997 году был освобождён от должности судьи президентом Лукашенко, с чем не согласился. Жалоба Пастухова дошла до Комитета ООН по правам человека, который признал нарушение властями Международного пакта о гражданских и политических правах (статья 25 МПГПП в сочетании со статьями 14 и 2).
С 1997 года — профессор права последовательно в Институте управления и предпринимательства, Белорусском институте правоведения и филиале Российского государственного социального университета.
В 2010-е годы публиковал статьи по вопросам права в газете «Свободные новости». В 2017 году эти статьи были собраны в книгу «Под знаком Конституции».
Специалист в области судоустройства, судопроизводства, конституционного и европейского права.
Женат. Имеет двоих дочерей.

## Научные работы
- Оправдание подсудимого. — Мн.: изд-во «Университетское», 1985.- 112 с.
- Реабилитация невиновных. Основы правового института. — Мн.: изд-во «Университетское», 1993. — 176 с.
- Судебно-правовая реформа в Республике Беларусь (в соавторстве с профессором И. И. Мартинович). — Мн.: «Амалфея», 1995. — 176 с.
- Конституция Республики Беларусь. В вопросах и ответах (научно-популярное издание). — Мн.: «Беларусь», 1995. — 96 с.
- Конституция Республики Беларусь. Научно-правовой комментарий (в соавторстве). — Мн.: «Беларусь», 1996—223 с.
- Конституционное право. Энциклопедический словарь (в соавторстве с профессором В. Г. Тихиней). — Мн.: изд-во «Экономика и право», 1996. — 176 с.
- Оценка законодательства Республики Беларусь в сфере пенитенциарной деятельности // Сборник «Реформирование пенитенциарной системы». — Мн., 1997, с. 40 — 49.
- Судебная власть в Республике Беларусь: организация, структура и перспективы развития. — Учебник «Конституционное право Республики Беларусь» / Под редакцией проф. Н. В. Сильченко. — Гродно, 1998. — 228 с.
- Развитие правовой системы Беларуси (до и после ноябрьского референдума). — Книга «Белоруссия и Россия: общества и государства». — Москва, 1998, с. 296—315.
- Конституционный суд Республики Беларусь: место в политической системе // Сборник докладов "Конституционное правосудие в посткоммунистических странах. — М., 1999, с.154 — 164.
- Выборы: правовые основы, избирательные технологии. Научно-правовое и практическое пособие / Отв. ред. С. А. Альфер. 2-е изд., исправл. и дополн. — Мн.: «Тесей», 2000. — 328 с. (в соавторстве).
- Конституционное право Республики Беларусь. — Мн.: Право и экономика, 2005.- 268 с.
- Конституционное право зарубежных стран. Общая часть (в соавторстве). — Минск, Белорусский институт правоведения, 2008. — 100 с.
- Правотворческий процесс. Спецкурс. — Минск, Белорусский институт правоведения, 2008. — 24 с.
- Статья «О праве граждан на подачу конституционной жалобы в Республике Беларусь» // Журнал «Социально-экономические и правовые исследования». — Мн.: БИП-Институт правоведения, 2008, № 2, с. 57 −67[2].